# Super Audio CD

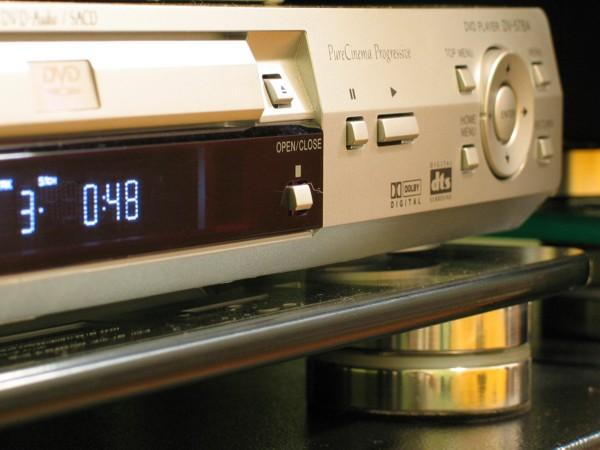
Reproductor de CD, DVD i SACD

Super Audio CD (SACD) és un tipus de disc òptic desenvolupat conjuntament per Philips i Sony, donat a conèixer l'any 1999 i dissenyat per a subministrar àudio d'alta definició.

## Visió general
El SACD és híbrid CD-DVD. És a dir: és un format de disc compacte que utilitza la mateixa grandària de sectors, sistema de correcció d'errors, modulació i sistema d'arxius (UDF i ISO 9660) que un DVD.
Encara que es basi en el format dels DVD, el SACD no pot ser reproduït de forma general pels lectors DVD (en cap dels seus tipus: universal, vídeo, àudio), perquè ambdós sistemes codifiquen l'àudio de forma diferent. No obstant hi ha alguns lectors DVD que poden reproduir-los.
Pel seu parentiu amb el DVD, encara que el SACD és un format concebut només per a àudio, permet reservar una zona dintre del disc per a altres dades i permet incloure videoclips, text, gràfics, etc.
El SACD utilitza un sistema de codificació d'àudio digital anomenat Direct Stream Digital (DSD), desenvolupat per Sony, amb una freqüència de mostratge de 2,8 MHz el que significa que pren 2,8 milions de mostres d'un únic bit (modulació per densitat d'impuls (PDM)) per segon, per cada canal.
La resposta en freqüència del SACD arriba als 100 kHz, molt per sobre dels 20 kHz (freqüència considerada límit de l'audició humana). No obstant això, és necessari tenir present que aquesta tecnologia no manté constant en tot el seu rang el soroll de quantificació: la relació senyal a soroll de quantificació (SNQR) es deteriora significativament per sobre de la banda d'audiofreqüències. La freqüència crítica del CD àudio és de 22,05 kHz (també per sobre de l'esmentat límit), encara que els filtres analògics dels reproductors atenuen progressivament des dels 20 kHz. En tot cas, el potencial ultrasònic d'un format d'àudio digital és una característica, en el millor dels casos i per raons òbvies, molt discutible. Així mateix, l'existència de senyals amb components ultrasònics podria generar distorsió per intermodulació en amplificadors normals d'audiofreqüència.
A més proporciona un rang dinàmic extens de 120 dB (només en la banda de audiofreqüències), superior als 98,01 dB del CD.
Un disc en format SACD d'una capa té major capacitat d'emmagatzematge (4,7 GB) que un CD (700 MB). Això és possible gràcies al fet que s'ha reduït l'amplària de les pistes, la grandària dels pits (marques d'enregistrament sobre la superfície del disc) i al tipus de compressió sense pèrdues que empra la tecnologia (DSD). Aquesta gran capacitat permet al SACD arribar a oferir 6 canals d'àudio, tots amb la mateixa qualitat.
El SACD pot utilitzar discos d'una sola capa, de dues o de tres capes: 
- 1 sola capa, per a llegir el disc SACD estèreo.
- 2 capes, per a llegir el disc SACD estèreo i el SACD multicanal.
- 3 capes, per a llegir el SACD estèreo, el SACD multicanal i el CD convencional.

Cada capa és llegida per un raig làser amb una diferent longitud d'ona (a major longitud d'ona major profunditat, amb el que es poden llegir les capes inferiors). La informació de cada capa resulta invisible al làser del reproductor d'altre format, amb el que s'assegura la compatibilitat.
Els SACD de tres capes que permeten la compatibilitat amb el CD s'anomenen SACD híbrids. Fabricar discos híbrids és més car i complicat que fabricar discos només per a Súper Àudio CD, però aquest increment en els costos de producció es compensa perquè s'amplia la quota de mercat, atès que disc SACD híbrid pot ser llegit per un reproductor de CD convencional
Sony i Philips, com a dissenyadors del format, són els principals fabricants de reproductors, tant de forma convencional com combinats amb reproductors de DVD. La consola de videojocs PlayStation 3 també permet la reproducció de SACD multicanal, fins i tot a través de la sortida òptica. Només la consola Playstation 3 versió 60GB és capaç de reproduir SACD.
Per evitar la pirateria els SACD utilitzen un sistema anticòpia conegut com a PSP (Pit Signal Processing). Aquest sistema grava 2 "marques d'aigua". Una invisible i altra visible.
1. La invisible es grava en la mateixa trama de dades.
2. La visible es troba sobre la superfície del disc i el que fa és emmascarar la grandària real dels pits per a formar una imatge que hauria de resultar impossible de copiar. Almenys, encara no existeix cap mètode conegut que permeti fer-lo.

## Diferències audibles respecte de CD-Audio i DVD-Audio
Han estat publicats treballs experimentals rigorosos que conclouen que no existeixen diferències audibles entre el format SACD i el tradicional suport d'àudio digital CD-Àudio (PCM 16 bits; 44100 mostres/s). Aquests assajos es refereixen únicament a material musical estèreo, ja que el CD-Àudio no permet registrar material sonor multicanal.
També s'ha provat indistingible del seu competidor PCM d'alta resolució DVD-Audio.
Qualsevol afirmació sobre les virtuts audibles d'aquests formats de "alta definició" respecte del CD-Audio no són sinó mites audiòfils o missatges de màrqueting que pretenen promocionar la nova producció d'enregistraments o reproductors amb afirmacions que mai estan avalades per proves estadístiques rigoroses, de metodologia doble-cec, amb mostres significatives i, sobretot, independents.